# Звёздные врата: SG-1 (сезон 3)
Список и описание эпизодов третьего сезона американского научно-фантастического телевизионного сериала «Звёздные врата: SG-1», стартовавшего 25 июня 1997 года. Третий сезон, состоящий из 22 эпизодов, заканчивается 10 марта 2000 года

## В главных ролях
- Ричард Дин Андерсон — полковник Джек О'Нилл
- Майкл Шенкс — доктор Дэниэл Джексон
- Аманда Таппинг — капитан/майор Саманта Картер
- Кристофер Джадж — джаффа Тил'к
- Дон С. Дэвис — руководитель проекта генерал-майор Джордж Хаммонд

## Эпизоды
| № общий | № в сезоне | Название                                                         | Дата премьеры   |
| --- | ---------- | ---------------------------------------------------------------- | --------------- |
| 45 | 1          | «Сквозь огонь (вторая часть)» «Into The Fire (Part 2)»           | 25 июня 1999    |
| Джек, Дэниел и Саманта оказались в плену у гоа’улда Хатор, в её убежище, как две капли воды похожем на земную базу SGC. Наслаждаясь беспомощностью SG-1, Хатор устроила шоу, заставив Дэниэла и Саманту смотреть, как она вживляет Джеку личинку гоа’улда. Генерал Хаммонд послал на планету Хатор четыре SG-команды под командованием полковника Мэйкписа, но спасательная операция провалилась, и Хаммонд сам отправился на выручку SG-1.                                                   |            |                                                                  |                 |
| 46 | 2          | «Сет» «Seth»                                                     | 2 июля 1999     |
| Джейкоб, отец Картер, привлек SG-1 к поискам старейшего Гоа’улдовского Системного Владыки — Сета, спрятавшегося на Земле от гнева своих собратьев. Поиск в Интернете выявил, что на протяжении сотен лет Сет вербовал рекрутов в свою секту. После недолгих поисков SG-1 обнаружила вооруженное до зубов логово Сета, где он и его последователями укрылись от властей. |            |                                                                  |                 |
| 47 | 3          | «Честная игра» «Fair Game»                                       | 9 июля 1999     |
| Главнокомандующий Азгардов, Тор, предупредил Джека о том, что Системные Владыки готовятся напасть на Землю, и предложил себя в качестве посредника между землянами и гоа’улдами. Для переговоров о судьбе Земли на базу генерала Хаммонда прибыло трое Системных Владык — Йю, Нирти и Хронос. Тор убедил их заключить мир с землянами, но взамен троица гоа’улдов потребовала уничтожения всех земных «Звездных Врат».                                                                        |            |                                                                  |                 |
| 48 | 4          | «Наследие» «Legacy»                                              | 16 июля 1999    |
| Во время плановой миссии команда SG-1 обнаружила в запертой изнутри комнате тела гоа’улдов. Один их мертвецов держал в руках загадочную табличку, когда Дэниел её коснулся, он начал слышать голоса и видеть кошмары. Медицинские тесты подтвердили неутешительный диагноз — шизофрения. |            |                                                                  |                 |
| 49 | 5          | «Кривая обучения» «Learning Curve»                               | 23 июля 1999    |
| В рамках программы по обмену технологиями Джек, Дэниел и Тил'к отправились на планету Орбан. Оказалось, что дети орбанцев накапливают в памяти знания, а затем с помощью наномашин передают их остальному населению планеты, но сами при этом теряют память и превращаются в изгоев. |            |                                                                  |                 |
| 50 | 6          | «Точка зрения» «Point Of View»                                   | 30 июля 1999    |
| На секретном объекте Зоны 51 объявились двойники Саманты Картер и майора Кавальского, погибшего два года назад. Их появление застало врасплох персонал базы «Звездных Врат». Двойники из параллельного мира переправились на Землю через квантовое зеркало, которым когда-то (в конце перого сезона) воспользовался Дэниел. |            |                                                                  |                 |
| 51 | 7          | «Кнопка мертвеца» «Deadman Switch»                               | 6 августа 1999  |
| Рутинная разведывательная операция превратилась в погоню за беглым гоа’улдом, после того, как SG-1 попали в невидимую ловушку, сооруженную из силового поля, и оказались в плену у охотника за головами Ариса Бока. Арис Бок заставил SG-1 присоединиться к поискам беглеца, пообещав им за это свободу. |            |                                                                  |                 |
| 52 | 8          | «Демоны» «Demons»                                                | 13 августа 1999 |
| На одной из планет в средневековой деревне SG-1 освободили привязанную к столбу молодую женщину. Местный монах Саймон объяснил им, что Мери предназначалась в жертву демону, который уже много лет досаждает жителям деревни. Каноник выбрал Мэри, потому что ошибочно принял её болезнь за одержимость дьяволом. |            |                                                                  |                 |
| 53 | 9          | «Правила боя» «Rules Of Engagement»                              | 20 августа 1999 |
| Выйдя из «Звездных Врат», SG-1 неожиданно очутились в центре сражения между солдатами в форме SGC и отрядом джаффы. Джек, Дэниел, Саманта и Тил'к бросились на помощь «своим», решив, что, наконец-то, нашлась пропавшая команда SG-11. Но вместо благодарности загадочная SG-команда направила на SG-1 своё оружие. |            |                                                                  |                 |
| 54 | 10         | «Вечность в один день» «Forever In A Day»                        | 8 октября 1999  |
| SG-1 отправились на Чулак, чтобы спасти Абидосианов от очередного визита гоа’улдов. Во время схватки Дэниэл заметил, что из близлежащей палатки за ними наблюдает… его пропавшая жена Ша’ре. Он подбежал к ней, но Ша’ре направила на Дэниэла наручное ленточное оружие. Теряя сознание, Дэниел увидел, что в палатку ворвался Тил'к с энергетическим шестом. |            |                                                                  |                 |
| 55 | 11         | «Прошлое и настоящие» «Past And Present»                         | 15 октября 1999 |
| SG-1 попали на планету, жители которой страдают массовой амнезией. Они не могут объяснить исчезновение стариков и детей, а начало своей истории ведут от события под названием Ворликс. Утрачена не только память о прошлом, но и знания, технологии. Нарушена преемственность поколений, планета на грани вымирания. |            |                                                                  |                 |
| 56 | 12         | «Воспоминания Джолинары (первая часть)» «Jolinar's Memories»     | 22 октября 1999 |
| На Землю с тревожной вестью прибыл ток'ра Мартуф, Джейкоб Картер (отец Саманты Картер) и его симбиот Селмак попали в плен к жестокому Системному Владыке Сокару. Сокар отправил Джейкоба/ Селмака на луну Нэту, в темницу, походящую на настоящую Преисподнюю. Единственной, кому удалось сбежать из этого Ада, была ток'ра Джолинар, но она умерла, а её воспоминания заперты в памяти Саманты Картер.                                                                                       |            |                                                                  |                 |
| 57 | 13         | «Дьявол, которого ты знаешь (вторая часть)» «The Devil You Know» | 29 октября 1999 |
| Пытаясь спасти Джекоба/Селмака из тюрьмы на луне Нету, SG-1 и ток'ра Мартуф тоже попали в плен, но не к Сокару, а к своему старому недругу гоа’улду Апофису — по иронии судьбы, еще одному пленнику Сокара. Апофис решил вытянуть из SG-1 план побега, чтобы самому сбежать с Нету и поквитаться с Сокаром. Используя технологии ток'ра и галлюциногенные препараты, Апофис заставил SG-1 вновь пережить самые яркие и болезненные воспоминания.                                              |            |                                                                  |                 |
| 58 | 14         | «Точка опоры» «Foothold»                                         | 5 ноября 1999   |
| Как только Джек, Дэниел, Саманта и Тил'к переступили порог родной базы, их тут же (под предлогом утечки химических веществ) препроводили в лазарет, где доктор Фрейзер вколола им снотворное. Но для джаффы с его ускоренным обменом веществ одной дозы оказалось не достаточно, Тил'к проснулся раньше остальных и с изумлением увидел, как доктор Фрейзер и генерал Хаммонд, как ни в чем не бывало, разговаривают с двумя незнакомыми существами.                                          |            |                                                                  |                 |
| 59 | 15         | «Обман» «Pretense»                                               | 21 января 2000  |
| Толланин Нарим пригласил SG-1 поучаствовать в Триаде. Только, оказавшись на новой родине толланинов, SG-1 узнали, что Триада — это древний судебный ритуал, в котором Скаара, старый друг Джека и родственник Дэниела, судится со своим гоа’улдом Клорелом. Скаара потребовал извлечь паразита из своего тела, но гоа’улд тоже живое существо и имеет право на жизнь… |            |                                                                  |                 |
| 60 | 16         | «Урго» «Urgo»                                                    | 28 января 2000  |
| Не успели SG-1 перешагнуть через порог «Звездных Врат», чтобы перенестись на планету, своей красотой напоминающую рай, как, к своему огромному удивлению, вновь оказались на земной базе SGC. Их замешательство усилилось, когда генерал Хаммонд сообщил, что они отсутствовали 15 часов. Пока ученые повторно занимались снимками райской планеты, Джек, Дэниел, Саманта и Тил'к обнаружили, что на базе SGC объявился загадочный гость, которого, кроме них, никто не видит и не слышит.    |            |                                                                  |                 |
| 61 | 17         | «Сто дней» «A Hundred Days»                                      | 4 февраля 2000  |
| На планете Эдора жители небольшой деревушки с тревогой ждут начала «огненного дождя» из метеоров. Дэниэл по слоям почвы вычислил, что разрушительная сила «огненного дождя» постоянно растет. Джек решил эвакуировать жителей деревни, пока он уговаривал самых упрямых, Дэниел, Саманта и Тил'к с остальными селянами через «Звёздные Врата» переправились на базу. Когда Джек под дождем из раскаленных камней подбежал к «Вратам», в них, прямо на его глазах, врезался огромный метеорит. |            |                                                                  |                 |
| 62 | 18         | «Оттенки серого» «Shades Of Grey»                                | 11 февраля 2000 |
| Когда толланы отказались поделиться с землянами своими технологиями, раздосадованный Джек на глазах у изумленных друзей выдрал из стены прибор толланов и забрал с собой на Землю. На базе Джек, после тяжелого разговора с генералом Хаммондом, подал в отставку и отправился на планету Эдора. В действительности же, он примкнул к отряду наемников, путешествующих по планетам и крадущих инопланетное оружие и технологии.                                                               |            |                                                                  |                 |
| 63 | 19         | «Новая земля» «New Ground»                                       | 18 февраля 2000 |
| На планете, куда попали SG-1, существование «Звездных Врат» стало причиной войны между представителями двух культур. Сторонники одной культуры считают «Звёздные Врата» проходом в другой мир. Сторонники другой — готовы на все, чтобы доказать обратное, даже на убийство Джека, Дэниела и Саманты, живых доказательств ошибочности их веры. |            |                                                                  |                 |
| 64 | 20         | «Материнский инстинкт» «Maternal Instinct»                       | 25 февраля 2000 |
| SG-1 обнаружили таинственную планету Кхеб, упоминаемую в мифах гоа’улдов и джаффа, и отправились туда в поисках Харсисиса, ребенка Апофиса и Ша’ре/Амонет. Они должны найти младенца прежде, чем до него доберется Апофис. |            |                                                                  |                 |
| 65 | 21         | «Хрустальный череп» «Crystal Skull»                              | 3 марта 2000    |
| Зонд сфотографировал пещеру, напоминающую пирамиду Майя. Дэниел заинтересовался вырезанным из кристалла черепом, находящимся в центре пещеры. Он рассказал Джеку, Саманте, Тил'ку и генералу Хаммонду, что в 1971 году его дедушка нашел точно такой же череп. |            |                                                                  |                 |
| 66 | 22         | «Возмездие (первая часть)» «Nemesis»                             | 10 марта 2000   |
| В предвкушении грядущего отпуска и рыбалки Джек направился к выходу из базы, но неожиданно для себя очутился на корабле Тора в окружении сотен металлических жучков. Тор телепортировал Джека на корабль, чтобы предупредить о репликаторах — искусственных организмах, пожирающих все на своем пути, которые захватили его корабль и развернули к Земле. |            |                                                                  |                 |

## Награды
- Эпизод «Сквозь огонь» (англ. Into The Fire) номинирован на премию Leo Award в категории «Best Cinematography in a Dramatic Series».[1]
- В эпизоде «Точка зрения» (англ. Point of View) Аманда Таппинг номинирована на премию Leo Award в категории «Best Performance by a Female in a Dramatic Series».[1]
- В эпизоде «Вечность в один день» (англ. Forever in a Day) Майкл Шенкс номинирован на премию Leo Award в категории «Best Performance by a male in a Dramatic Series».[1]
- Эпизод «Дьявол которого ты знаешь» (англ. The Devil You Know) номинирован на премию Leo Award в категории «Best Production Design in a Dramatic Series».[1]
- Эпизод «Немезиды» (англ. Nemesis) номинирован на прайм-таймовую премию «Эмми» в категории «Outstanding Special Visual Effects for a Series» и на премию Leo Award в категории «Best Overall Sound in a Dramatic Series».[1]